# Aprilia Shiver 900
Die Aprilia Shiver 900 ist ein unverkleidetes Motorrad des italienischen Motorradherstellers Aprilia. Das Naked Bike hat einen Zweizylindermotor und wurde von 2017 bis 2020 produziert.

## Allgemeines
Erstmals auf der EICMA 2016 vorgestellt, tritt die Shiver 900 die Nachfolge der Shiver 750 an. Während sich das äußere Erscheinungsbild der Shiver 900 stark am Vorgänger orientiert, unterscheidet sie sich funktional insbesondere durch mehr Hubraum, ein Kombiinstrument mit TFT-Farbdisplay und Bluetooth-Unterstützung. Außerdem erfüllt der Motor die Abgasnorm Euro 4.
Durch die maximale Leistung von 95 PS eignet sich die Shiver 900 mit entsprechender Drosselung auch für Besitzer eines A2-Führerscheins.

## Konstruktion

### Antrieb
Der wassergekühlte 90°-V2-Viertaktmotor hat eine maximale Leistung von 95 PS (70 kW) bei 8750/min und ein maximales Drehmoment von 90 Nm bei 6500/min.

### Fahrgestell und Fahrwerk
Das Fahrgestell besteht aus einem Stahl-Gitterrohrrahmen mit geschraubten Aluminiumprofilen und geschraubtem Rahmenheck. Das Vorderrad wird in einer in Federvorspannung und Zugstufe einstellbaren Upside-Down-Gabel von Kayaba geführt. Die Hinterradführung besteht aus einer Aluminium-Zweiarmschwinge mit hydraulischem Sachs-Monofederbein, dessen Federvorspannung und Zugstufe ebenfalls einstellbar ist.

### Fahrassistenzsysteme
Zur Sicherheit tragen ein Continental-2-Kanal-ABS sowie eine in drei Stufen einstellbare Traktionskontrolle (ATC – Aprilia Traction Control) bei. Beide Systeme lassen sich deaktivieren.
Des Weiteren besteht die Möglichkeit, zwischen drei verschiedenen Fahrmodi zu wählen: S-Sport, T-Touring und R-Rain.

## Überarbeitung und Einstellung
Mit dem Modelljahr 2019 wurde die überarbeitete Version „Shiver 900 NAVI“ eingeführt, die serienmäßig das Aprilia-MIA-System enthält und dadurch eine Navigationslösung bietet. Zur Nutzung der Navigation muss ein Smartphone mit entsprechender Aprilia-V4-MP-App gekoppelt sein.
Ende 2020 wurde die Produktion wegen der ab 2021 geltenden Euro-5-Norm eingestellt.

## Kritiken
„Wieselflinkem Handling und messerscharfem Einlenkverhalten steht allerdings die Erstbereifung Dunlop Sportmax Qualifier D 209 im Weg. Die Gummis wirken steif, was sich im Fahrverhalten des Motorrads spürbar niederschlägt. Erstbereifungen im Mittelklasse-Segment stellen für die Hersteller oft einen Kompromiss dar. Meistens sollen sie dem Motorrad in erster Linie eine gute Geradeauslaufstabilität verleihen und müssen günstig sein. Also ein paar flinkere Pneus aufgezogen, und aus der Aprilia Shiver 900 wird ein echtes Multitalent fürs Spaßbürgertum zum vertretbaren Preis!“

„Denn während der Fahrt ist das Mittelklasse Naked Bike ein wahres Gedicht und lässt [sich] ‚watscheneinfach‘ von Kurve zu Kurve schlängeln. Dank hochwertigen Fahrwerkskomponenten lässt sie sich wie auf Schienen dirigieren, während der 95 PS starke V2 Benzin in auditive Glücksgefühle verwandelt! Auch die Sitzposition verleiht ein gutes Gefühl und gibt den Eindruck, als könnte man die Shiver 900 durch jeglichen Radius stemmen. Wenn man also über die vielleicht etwas angestaubte Optik hinwegkommt, findet man in der Aprilia ein famoses Mittelklasse Naked Bike, das jede Landstraßen-Hetz in wahres Seelengold verwandelt!“